# Lilli Wislicenus-Finzelberg

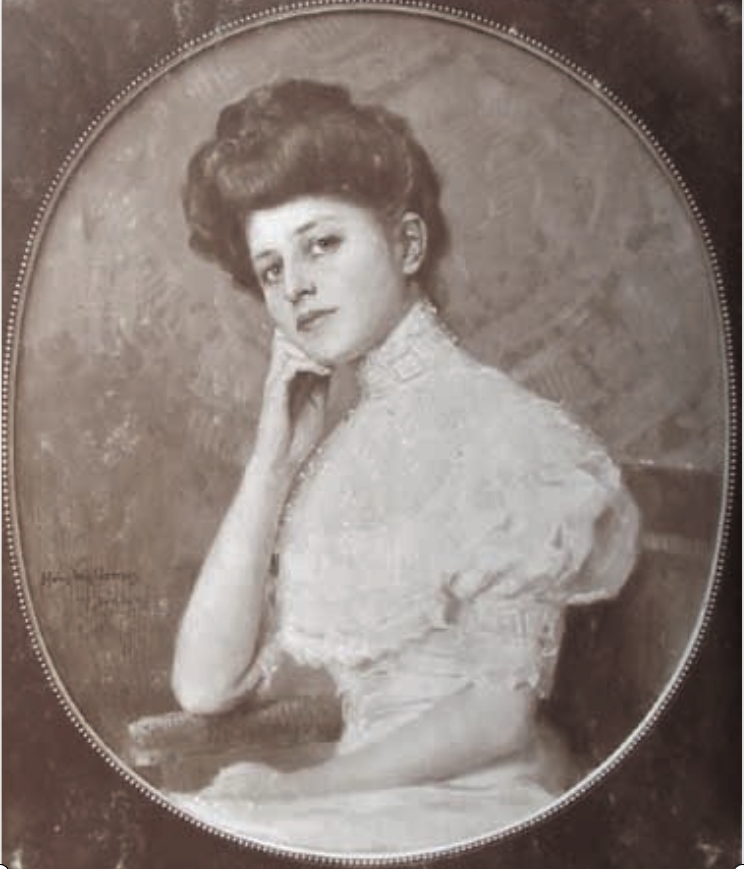
Lilli Wislicenus-Finzelberg (Gemälde von Hans Wislicenus, 1907)

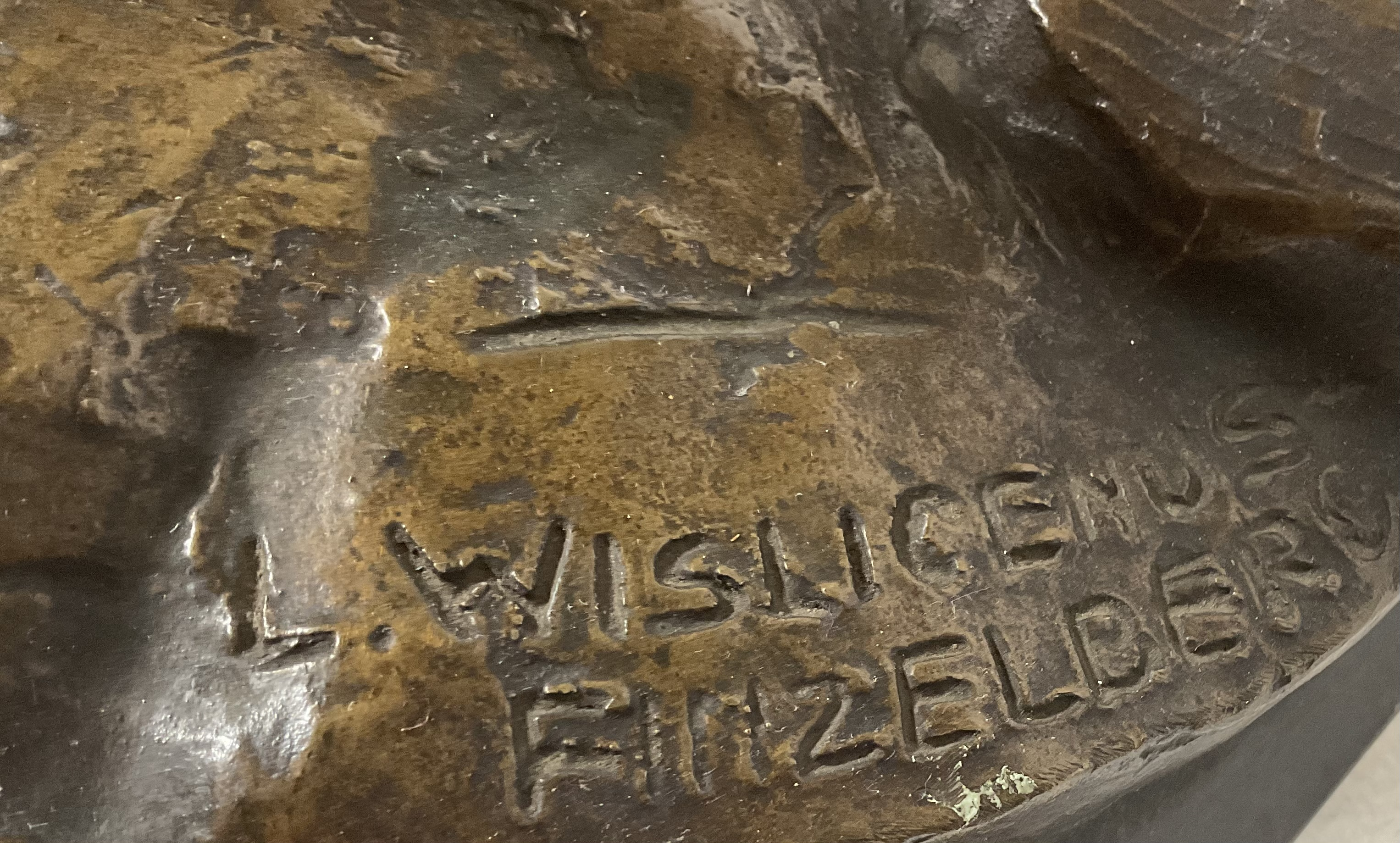
Signatur Lilli Wislicenus-Finzelberg

Lilli Wislicenus-Finzelberg (* 5. November 1872 in Andernach als Elisabeth Emma Charlotte Finzelberg; † 14. Dezember 1939 in Berlin) war eine deutsche Bildhauerin.

## Leben

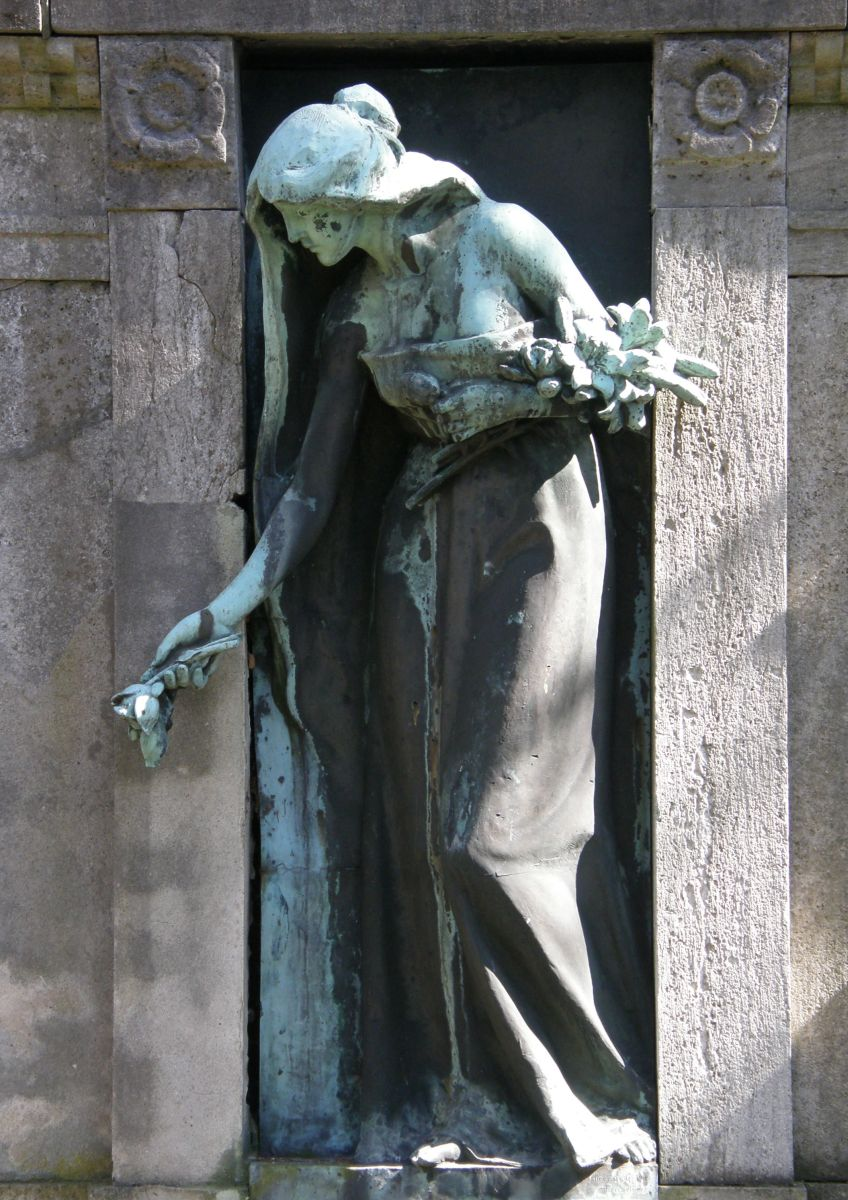
Trauernde auf dem Familiengrab Wislicenus-Finzelberg, Friedhof Wilmersdorf

Lilli Finzelberg war nach ihrer Schwester Helene (* 1869) die zweite Tochter von Hermann Finzelberg, einem Chemiker bei Schering in Berlin. Sie verließ Andernach mit neun Jahren und lebte bis zu ihrem 15. Lebensjahr bei ihrem Onkel, dem Maler Hermann Wislicenus in Düsseldorf.
Sie studierte an der Technischen Hochschule Charlottenburg Bildhauerei bei den Dozenten Otto Geyer und Adolf Jahn. 1892 präsentierte sie erstmals zwei ihrer Werke in der „Berliner Akademieausstellung“, 1893 stellte sie Bronzeplastiken auf der Chicagoer Weltausstellung aus. Sie war von 1892 bis 1927 Mitglied des „Vereins der Berliner Künstlerinnen“. Finzelberg war hauptsächlich als freischaffende Künstlerin in Berlin tätig. Sie erhielt auch zahlreiche Großaufträge wie z. B. das vier Meter hohe Bronzestandbild Bismarcks für den Rathenower Bismarckturm, das jedoch 1942 zu Kriegszwecken eingeschmolzen wurde. Über den Vater wurde sie mit Otto von Bismarck bekannt gemacht, der ihr für eine Büste Modell saß. Sie schenkte ihm ihr Werk Bauernjunge mit zwei Blumentöpfen, das diesem so gut gefiel, dass er es an exponierter Stelle in seinem Empfangszimmer aufstellte.
Die Skulptur Bauernjunge mit zwei Blumentöpfen befindet sich heute im Festsaal des Bismarck-Museums (Museum Obere Saline) in Bad Kissingen.
1896 heiratete sie ihren Vetter, den Maler Hans Wislicenus, mit dem zusammen sie aufgewachsen war. Lilli Finzelberg signierte ihre Skulpturen von da ab mit dem Künstlernamen Lilli Wislicenus-Finzelberg. Das Ehepaar bekam einen Sohn, Hans Hermann Wislicenus, der wie der Vater Maler wurde und den Künstlernamen Jean Visly verwendete.
Nachdem Hans Wislicenus am Abend des 13. Dezember 1939 verstorben war, starb Lilli am nächsten Morgen an einer „Geschwulst im Leibe“ in ihrer Wohnung in der Mommsenstraße 5 in Charlottenburg. Sie wurden auf dem Friedhof Wilmersdorf in Berlin bestattet. Das Familiengrab, in dem bereits die Eltern von Lilli Wislicenus-Finzelberg beigesetzt worden waren, schmückt die Skulptur einer Trauernden, die Lilli Wislicenus-Finzelberg 1910 selbst schuf.

## Werk (Auswahl)

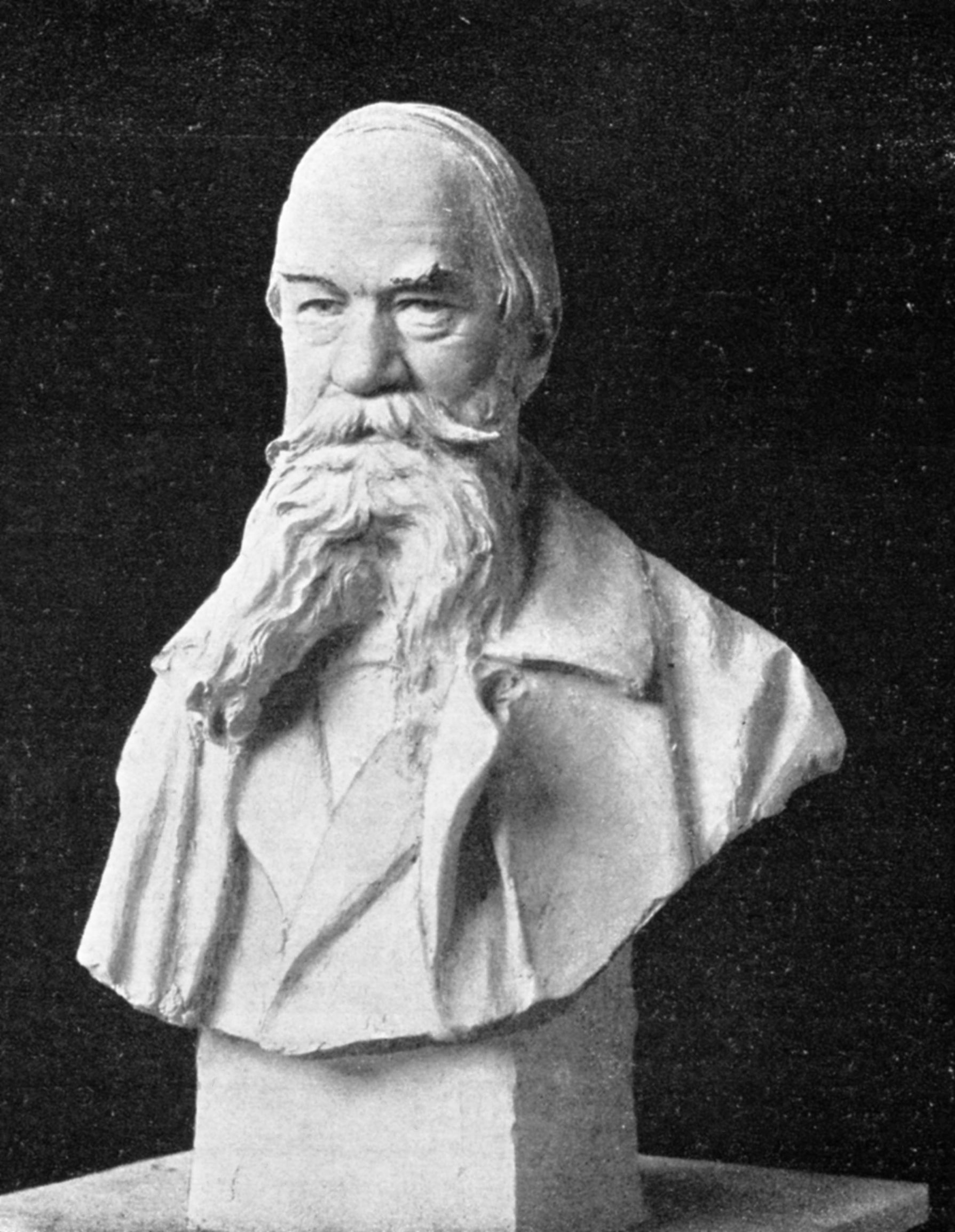
Porträtbüste (Große Berliner Kunstausstellung 1901)
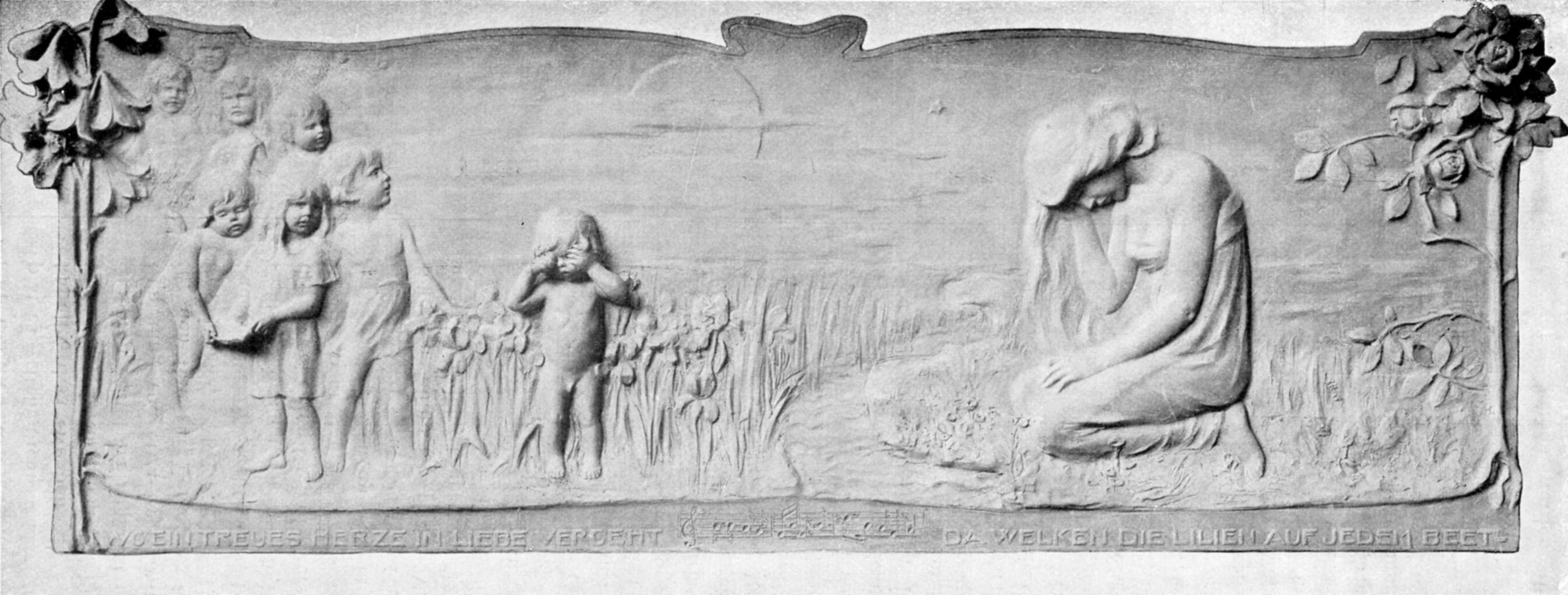
Fries für ein Musikzimmer (publiziert 1901)
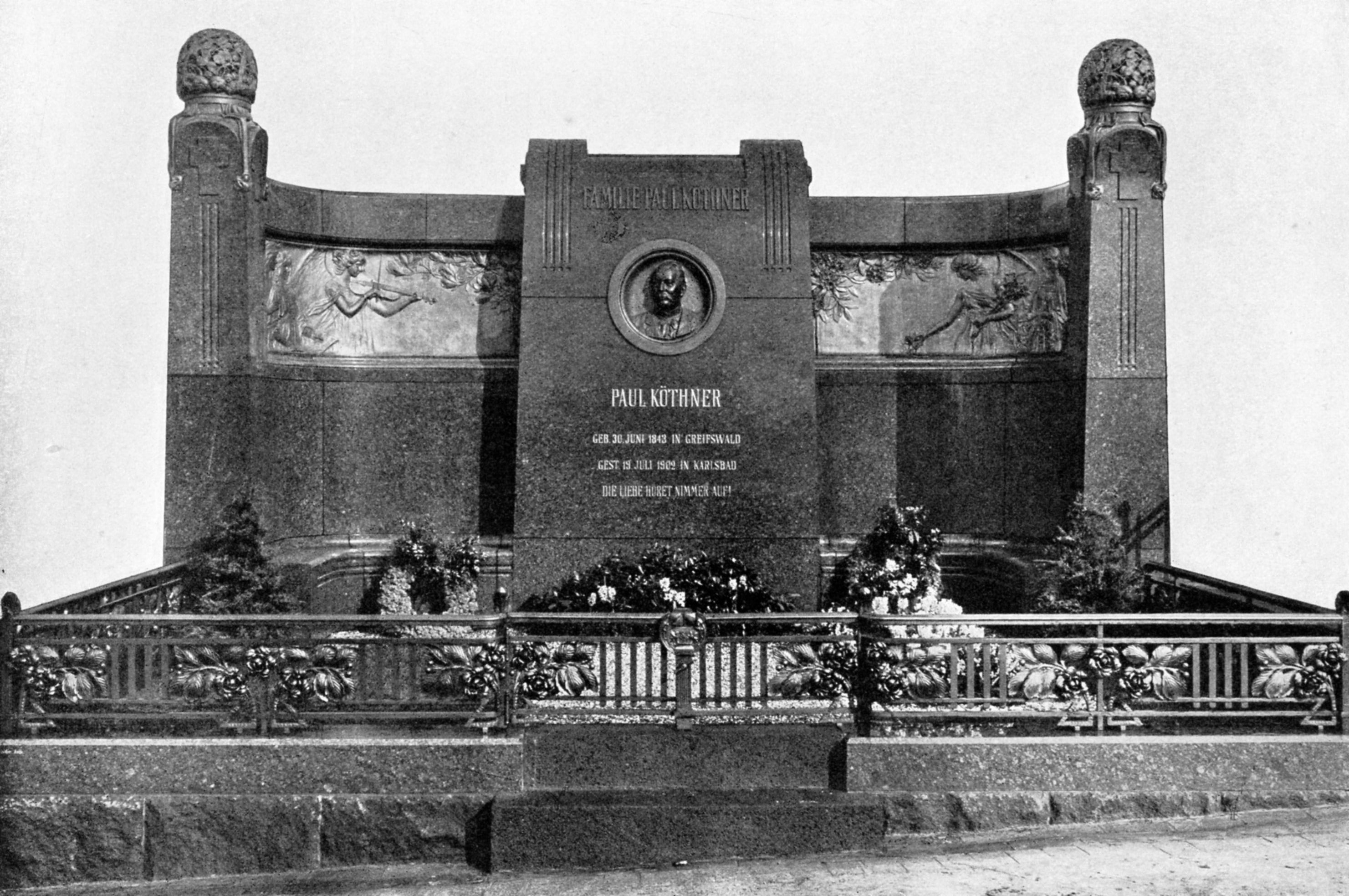
Reliefs am Grabmal der Familie Paul Köthner (um 1903)
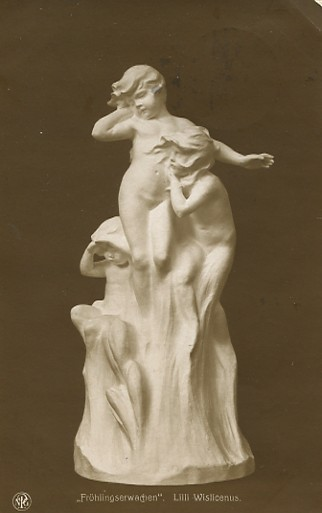
Skulptur „Frühlingserwachen“ (um 1910)
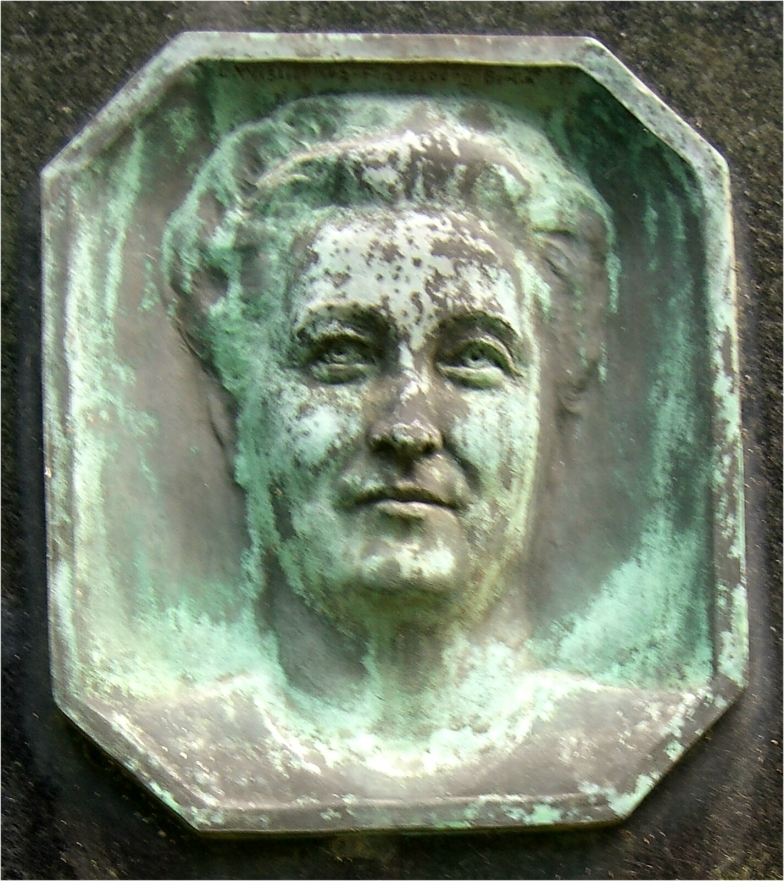
Porträtrelief am Grabmal für Hedwig Maaß (undatiert)
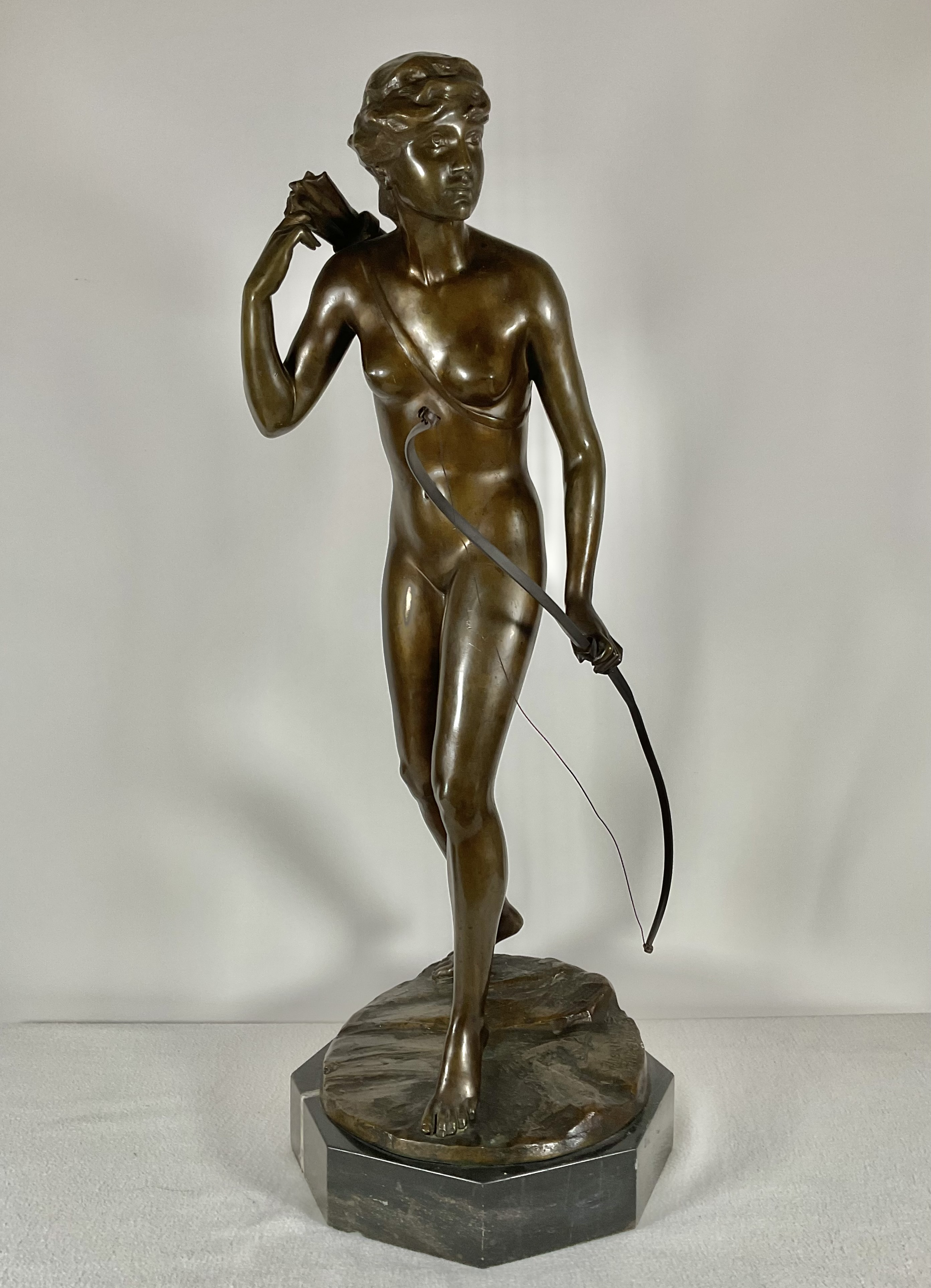
Große Diana (Bronze), 83 cm, Privatsammlung Weimar
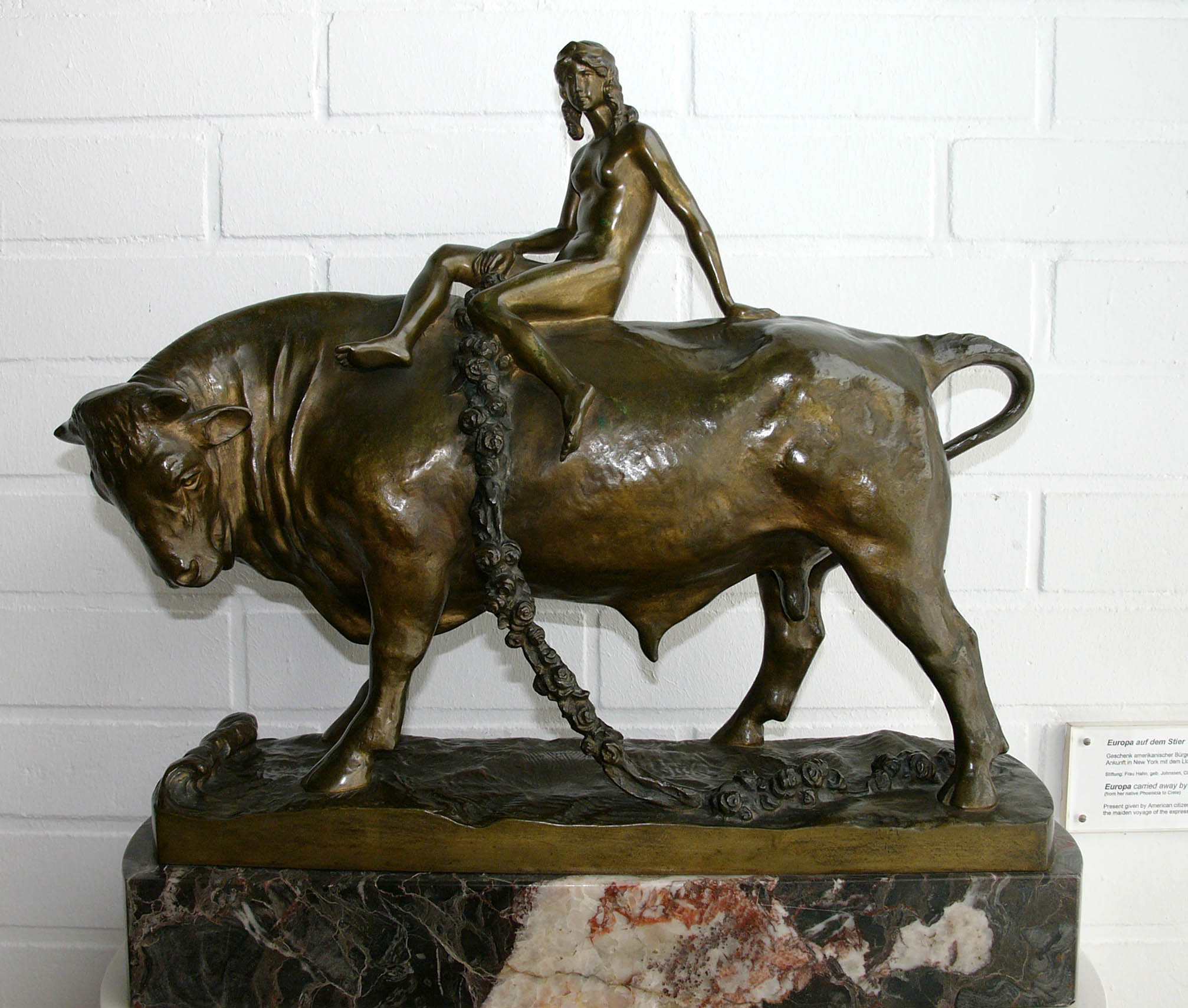
Raub der Europa (ca. 1890)

- ca. 1890: Raub der Europa (Bronze, 48 cm)[7]
- 1892: Porträtrelief (Bronze) für das Grabmal des Industriellen Louis Schwartzkopff, auf dem Dorotheenstädtischen Friedhof in Berlin
- ausgestellt 1901: Porträtbüste (eines ungenannten Mannes), Große Berliner Kunstausstellung 1901[8]
- publiziert 1901: Fries für ein Musikzimmer, nach einem Lied von Franz Schubert[9]
- 1902: Reliefs für das Grabmal von Emil Götze, auf dem Luisenfriedhof III in Berlin (nicht erhalten)[10]
- um 1903: Reliefs am Grabmal der Familie Paul Köthner, auf dem Friedrichswerderscher Friedhof in Berlin[11]
- im 1904: Bronzeplastik Singende Engel[12]
- 1910: Trauernde (Bronze) am Grabmal Wislicenus-Finzelberg (weiteres Exemplar auf dem Wwedenskoje-Friedhof in Moskau[13])
- 1906: Steinerne Skulptur einer Trauernden für das Grabmal Günther auf dem Alten Friedhof Harburg[14]
- 1908: Portraitbüste des preußischen Ministers Hermann von Budde für sein Grabmal in Bensberg (Ortsteil von Bergisch Gladbach)[15]
- um 1910: Skulptur Fühlingserwachen
- 1915: Bismarck-Standbild (Bronze) in der Säulenhalle des Bismarckturms in Rathenow (1942 eingeschmolzen)[16][17][18]
- ca. 1920: Sklavin, stehender Frauenakt mit gefesselten Händen und einer Kopfbinde (Bronze, 66 cm)[19][20]
- 1920: Büste von Ernst Albert Schmidt[21]
- 1922/23: Büste von Franziska Tiburtius[22]
- 1926: Gefallenen-Ehrenmal der Technischen Hochschule (Berlin-)Charlottenburg[1]
- 1927: Bronzeplakette zur Erinnerung an Hermann Thoms[23]
- 1933: Büste des Marineoffiziers Karl von Müller[24]

sowie undatiert:
- Bauernjunge mit zwei Blumentöpfen (im Besitz von Otto von Bismarck)
- Porträtrelief am Grabmal für Hedwig Maaß, auf dem Friedhof in Fürstenberg/Havel
- Gänselieschen (Bronze, 57 cm)[25]
- Diana (Bronze, 82 cm)[26]
- Mädchen mit Puppe[18]

## Zitat
Der Schriftsteller Paul Oskar Höcker, während des Ersten Weltkriegs als Hauptmann und Kompaniechef im Feld, schrieb aus seinem Quartier in Belgien an seine Familie:

„Mein Quartier enthält einen eleganten Salontisch, einen Stuhl mit der Waschschüssel, eine Matratze auf dem Boden und auf dem Kaminsims einen lieben alten Bekannten. Das ist ein Gipsabguß des Jungen mit dem Frosch, den eine verehrte künstlerische Freundin, Frau Lili Wislicenus-Finzelberg, als sechzehnjähriges Mädchen modelliert hat. Der kleine Bursche steht daheim auch auf dem Spielschrank meines jüngsten Töchterchens, und ich trage ihm Grüße nach Westend auf, wo es am Sedantage ein Geburtstagskind gibt, von dem ich nicht weiß, ob es meinen Feldpostbrief erhalten hat …“